# Systasis letus
Systasis letus är en stekelart som först beskrevs av Walker 1839.  Systasis letus ingår i släktet Systasis och familjen puppglanssteklar. Inga underarter finns listade i Catalogue of Life.